# 贝西耶尔
贝西耶尔（法語：Bessières，法語發音：[bɛsjɛʁ]）是法国上加龙省的一个市镇，属于图卢兹区。

## 地理
贝西耶尔（43°48'2"N, 1°36'21"E）面积16.68 平方千米，位于法国奧克西塔尼大區上加龙省，该省份为法国西南部内陆省份，西南端与西班牙接壤，自此顺时针与上比利牛斯省、热尔省、塔恩-加龙省、塔恩省、奥德省和阿列日省接壤。
与贝西耶尔接壤的市镇（或旧市镇、城区）包括：塔恩河畔米尔普瓦、罗克莫尔、塔恩河畔比泽、塔恩河畔拉马格德莱娜、蒙茹瓦尔、波亚克。

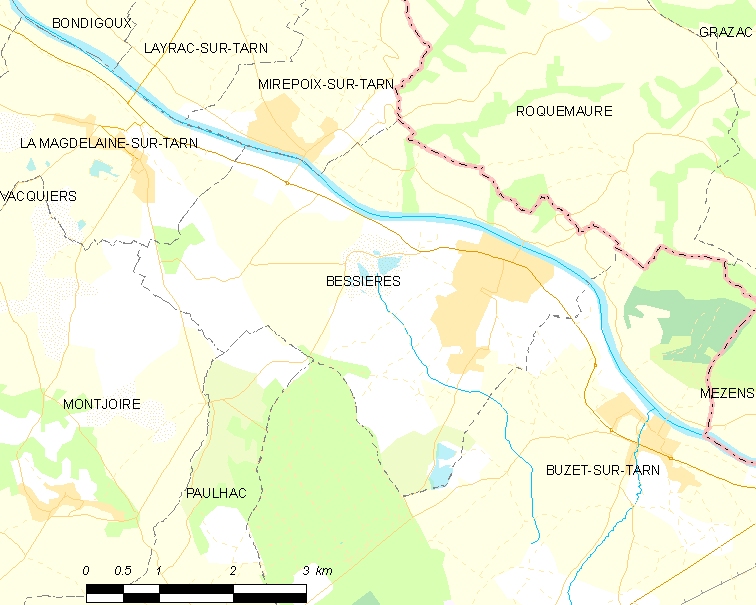
贝西耶尔的OSM定位图

贝西耶尔的时区为UTC+01:00、UTC+02:00（夏令时）。

## 行政
贝西耶尔的邮政编码为31660，INSEE市镇编码为31066。

## 政治
贝西耶尔所属的省级选区为塔恩河畔维勒米尔县。

## 人口

1962-2008年间贝西耶尔人口变化图示

贝西耶尔于2022年1月1日时的人口数量为4238人。

## 图集

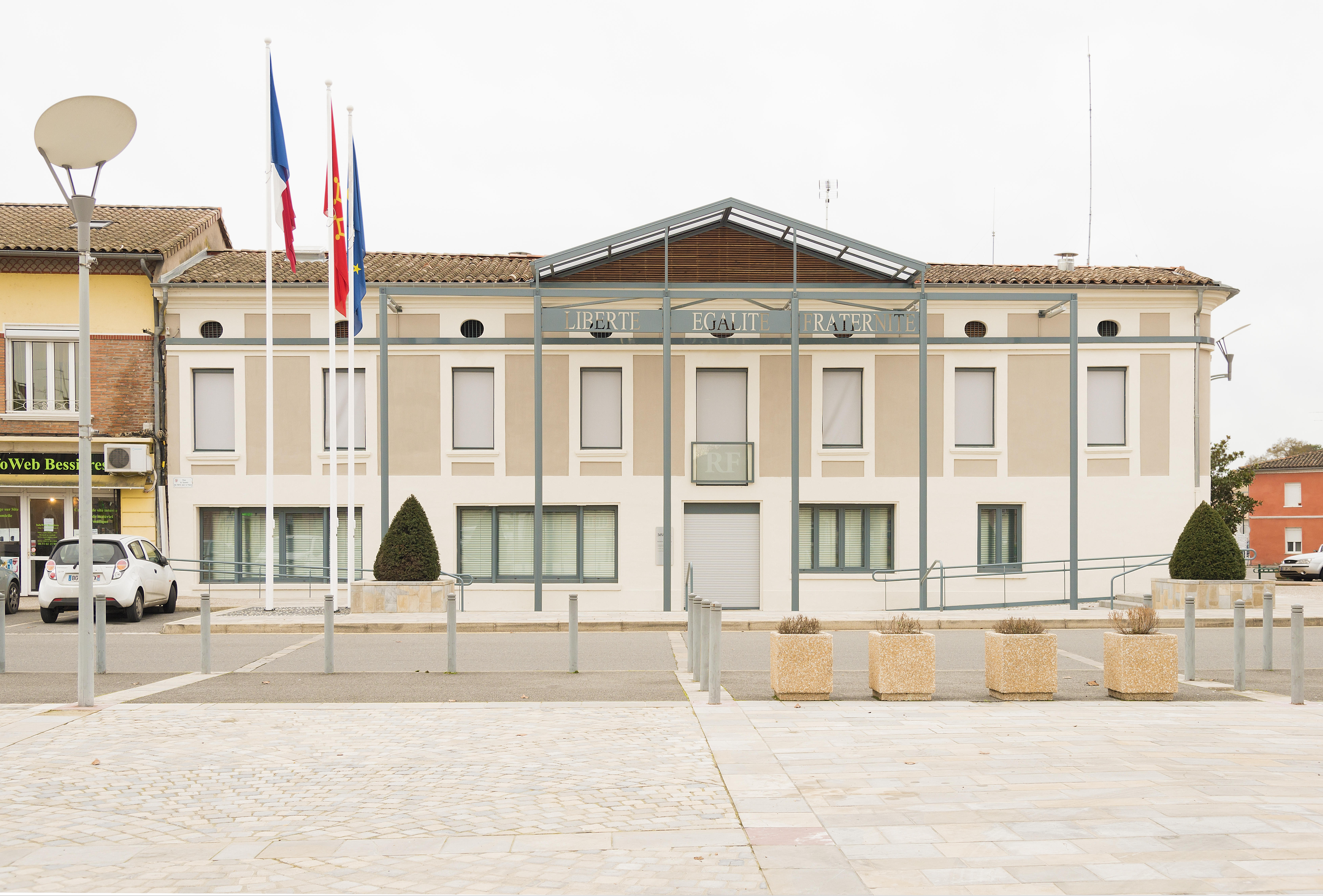
市政厅
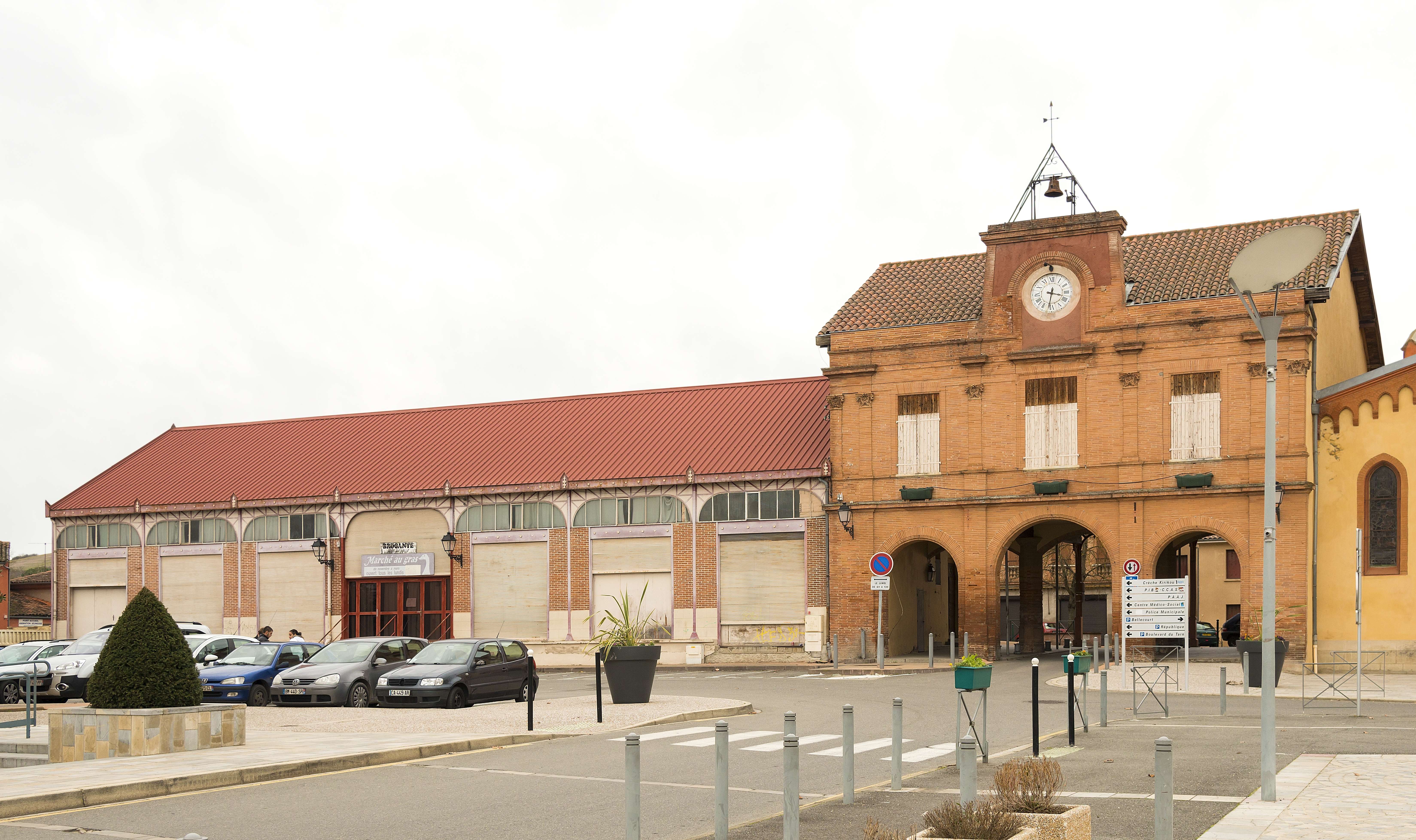
市场
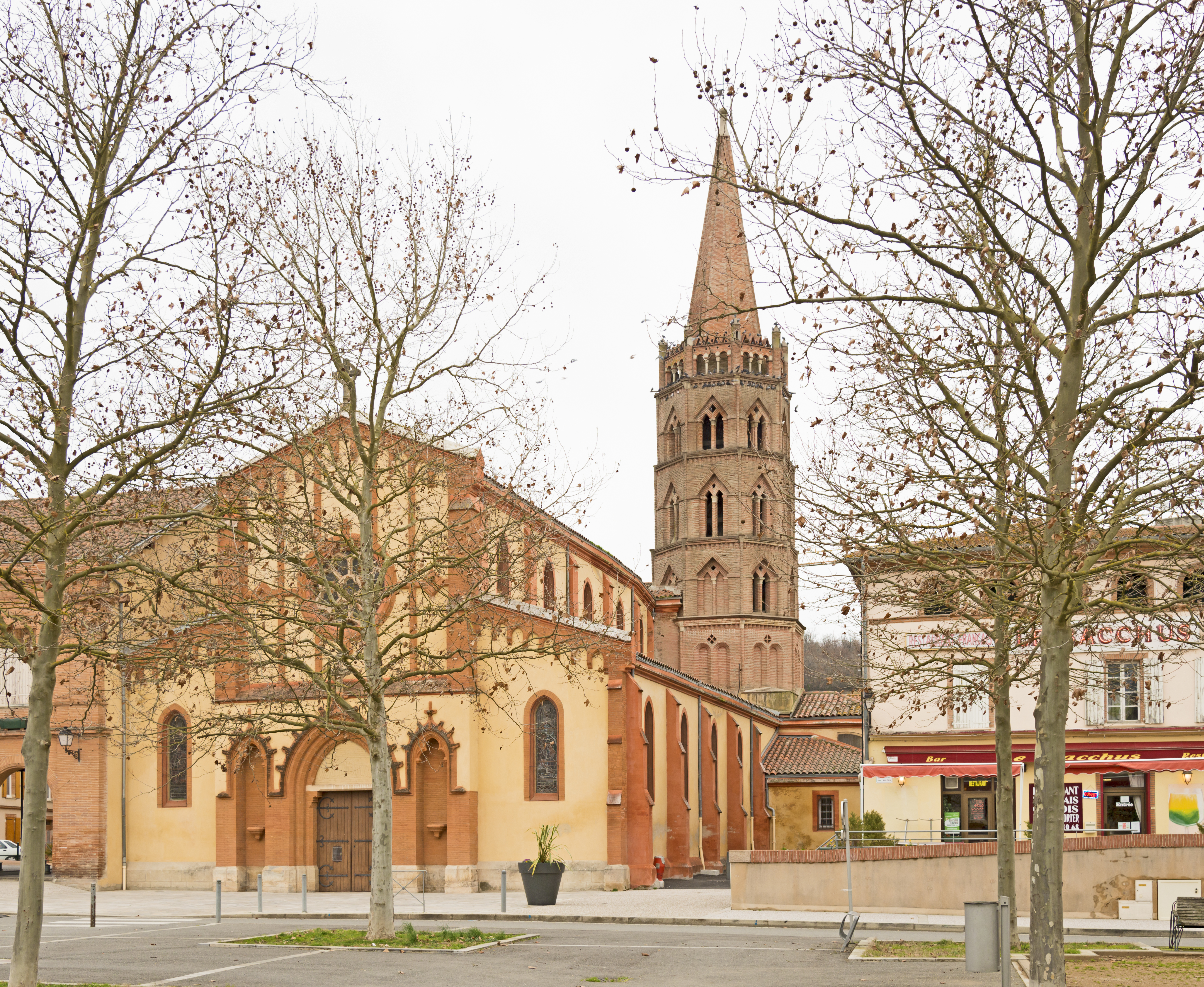
教堂
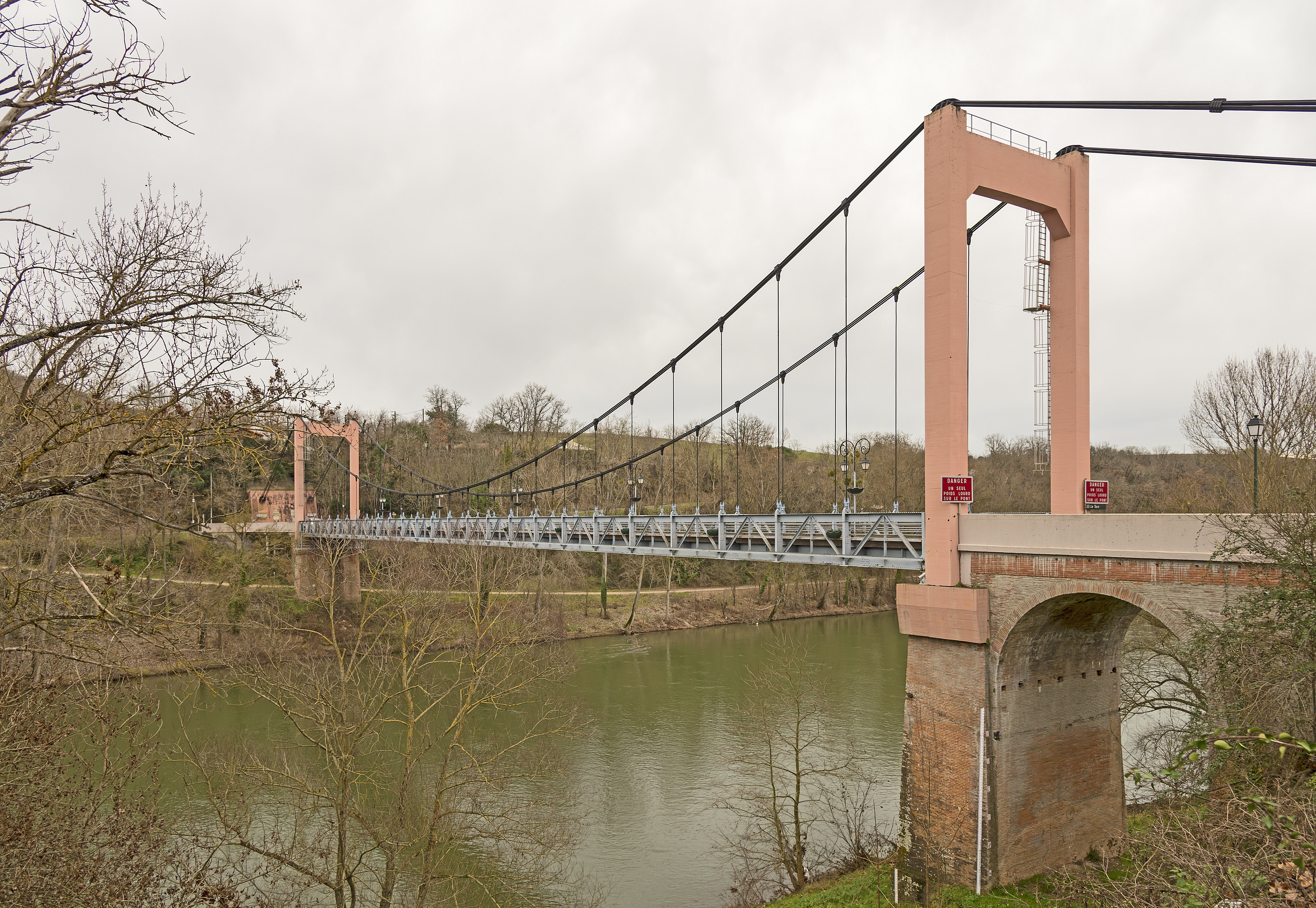
桥